# Мавля Колый
Мавля Колый (псевдоним, тат. Мәүла Колый, Мәүлә Колый, Мәүлә Кулый, буквально «Раб божий»; 1630-е годы, деревня Чита, по другим сведениям, деревня Кулаево Казанского уезда Казанской губернии — начало XVIII века, предположительно деревня Старый Иштеряк, там же) — татарский и башкирский поэт, религиозный суфийский деятель, живший и писавший в середине XVII века.

## Биография
Некоторые биографические сведения прослеживаются в произведениях поэта.
Писать начал приблизительно в конце XVII века; точные даты его жизни неизвестны. В одном из своих стихотворений он косвенно указывает, что в 1670-х годах жил в окрестностях разрушенного города Биляр у реки Шешмы. Марсель Ахметзянов отождествляет его с предводителем группы переселенцев из Заказанья, поселившихся вблизи развалин Билярского городища после 1678 года, служилым татарином Бермелейки Кулаевым (тат. Бәйрәмгали Колаев). Выселенные татары устроились в деревнях, возникших на берегах рек Шешмы, Черемшана, Мензели, Кичуя. В 1699 году Мавля Колый, как считается, был вынужден переехать в Старый Иштиряк, поскольку на прежнее его местожительство по указу Петра I были сосланы участники Стрелецкого бунта. Предположительно имел богословское образование, о чём можно сделать вывод из ряда его стихотворений. Есть также версия, что он сумел совершить паломничество в Мекку (хадж) и, возможно, умер не в Старом Иштиряке, а во время хаджа. В одном из своих стихотворений Колый упоминает своего духовного наставника, суфия по имени Мелла Мамай, о котором есть упоминания относительно казанского похода Степана Разина; этим подтверждается, что Мавля Колый жил в 1670-х годах.

## Творчество
Творческое наследие Мавля Колыя стало известно только в 20-е годы XX века. В 1925 году в своей деревне Зай-Каратай писатель Фазыл Туйкин находит рукопись Мавля Колыя (сборник «Мудрые изречения»). Об обнаруженной рукописи он в 1926 году сообщает в газете «Кызыл Татарстан». Сообщение Фазыла Туйкина заинтересовало Габдрахмана Сагди, который изучил рукопись и в 1927 году опубликовал стихотворения (440 строф) в «Вестнике научного общества татароведения». Всего сохранилось пять списков — во второй половине XX века списки произведений Колыя были обнаружены в БАССР, ТАССР, Челябинской области и Санкт-Петербурге.
Главное его произведение — поэтический сборник «Мудрые изречения» (баш. «Хикмәттәр», тат. Хикмәтләр; 1669—1670 или 1678—1679 гг.), который включает в себя более ста стихов (около 3800 строк)религиозно-философской тематики.
Позднее, в конце 1990-х годов, были найдены отдельные фрагменты поэм Колыя, «О единомышленниках» (тат. Береккәннәр сыйфаты) и «Об ищущих дозволенной пищи» (тат. Хәләл нәфәка эстәгәннәр сыйфаты) и впервые опубликованы в 2008 году.
Изучением его наследия и биографии в разные годы занимались Габдрахман Сагди, Латыф Заляй, Шакир Абилов, Хай Хисматуллин, Камиль Давлетшин, Гайса Хусаинов, Марсель Ахметзянов, Масгуд Гайнетдин.
Считается, что творчество поэта имеет сильную связь с традициями среднеазиатской суфийской школы поэзии (Язави, Бакыргани), с преобладанием в стихотворениях мотивов нравственной чистоты, жизни и смерти, мусульманской аскетики, однако в его наследии присутствуют и стихотворения о любви и дружбе. Большинство стихотворений написаны односложным силлабическим стихом со строгим соблюдением ритма и рифмы произведения.